# Skulptura
Skulptura  (latinski: sculpare = oblikovati) ili plastika (grčki: plassein = oblikovati) je sinonim za pojedinačno kiparsko djelo; svaka trodimenzionalna forma kreirana u cilju umjetničkog izraza. Većina skulptura ima čisto estetski cilj. Kada trodimenzionalni objekt ima osim umjetničkog i funkcionalni aspekt, možemo ga nazvati skulpturom samo ako je umjetnički aspekt predominantan. Kada su funkcionalni i umjetnički vidovi balansirani, nazivamo ga funkcionalnom skulpturom.
Skulpturu možemo doživjeti na mnoge načine: kako vizualno tako i taktilno (opipom). Skulptura nastaje oblikovanjem volumena u prostoru, a glavna izražajna sredstva su masa, ploha (likovna umjetnost), linija (likovna umjetnost), površina, svjetlo i sjena te boja.
Skulptura sama po sebi može biti figurativna (kao Michelangelov kip Davida) ili apstraktna.

## Skulptura prema stupnju plastičnosti
Prema stupnju plastičnosti dijelimo ju na: 
- Punu plastiku – statua (kip) ili slobodno stojeća skulptura, mobil
- Arhitektonska plastika – npr. karijatide
- Reljef – visoki, niski i uleknuti.

### Puna plastika
Puna plastika (statua)  ili slobodnostojeća skulptura je tijelo koje slobodno stoji u prostoru. Trodimenzionalno je pa tako ju za puni doživljaj moramo pogledati sa svih strana.
Mobil je pak pokretna puna plastika. Masa mobila je neznatna, a konstruiran je tako da se pomiče i na najmanje strujanje zraka (poput zvonca kojeg ćemo objesiti za vrata). Za razliku od statue koju moramo obilaziti da bismo ju sagledali, mobil se sam okreće, te na taj način dobivamo pun dojam umjetničkog djela.

### Arhitektonska plastika
Arhitektonska plastika je skulptura u kojoj je jasno izražena funkcionalnost i povezanost s organizmom građevine (npr. karijatide) – vrsta funkcionalne skulpture ili primijenjenog kiparstva.

### Reljef
Reljef je plastika oblikovana s prednje i bočnih strana, dok zadnja strana najčešće nije oblikovana, već zaravnjena.
Visoki (duboki) reljef je reljef kod kojega se prostor i masa međusobno "isprepliću", tj. pojedini dijelovi reljefa su toliko izbočeni od okvira reljefa prema nama da prodiru kroz prostor, dok se on pak zavlači u udubljenja nastala oblikovanjem izbočenja. On je sličan statui u punoj plastici, tako da se za pun dojam i njega treba sagledati s više strana.
Niski (plitki) reljef je za razliku od visokog ispunjen manjim izbočenjima, iako se i tu javlja igra sa svjetlom i sjenom. Zbog sjena stvorenih razlikama u visini pojedinog dijela reljefa dolazi do izgleda plastičnosti reljefa.
Uleknuti (ucrtani) reljef nema nikakvih izbočina, već udubljena koja su uklesana u kamenu ploču. Udubljenja su plitka i uska, sve su plohe ravne, a odnos mase i prostora je manje zamjetniji nego kod visokog i niskog reljefa. Uleknuti reljef promatramo samo iz jednog pravca, za razliku od promatranja visokog reljefa, a primjer za njega su mnoge nadgrobne ploče i sarkofazi. Upravo zbog toga uleknuti reljef se vizualno približava svojstvima slike. 

## Odnos volumena i prostora
Volumen i prostor uvijek imaju nekakav označen međusoban odnos. 
Kod nekih skulptura koje su blago zakrivljene, nemaju naglo presjecanih ploha i udubljenja, volumen je netaknut prostorom, kao što je i prostor netaknut volumenom. Na svakom mjestu gdje se nalazi blaga zakrivnjenost pojavljuje se sjena. 
Postoje, pak, volumeni koji su sastavljeni od mnogih raličito usmjerenih dijelova gdje se onda volumen i prostor međusobno dodiruju na svakom mjestu usjeka ili izbočine u kipu. Volumen i prostor koji se uvlači u na taj načn oblikovan kip, veoma su iskidani i kip čine dinamičnijim.
Neki tipični oblici skulpture su:
- poprsje (bista) prikaz osobe od prsa nagore
- konjanik prikaz osobe na konju (obično se kraljevi ili vojskovođe tako prikazuju, vidi Tomislav i Ban Josip Jelačić
- vodoskok osim estetske ima i funkcionalnu svrhu
- nakit
- mobilna skulptura
- reljef
- kip

## Poznati hrvatski kipari
| - Juraj Dalmatinac, - Branko Ružić, - Alem Korkut, - Ivan Kožarić, - Andrija Buvina, | - Dušan Džamonja, - Ivan Meštrović, - Toma Rosandić, - Denis Krašković, - Robert Frangeš-Mihanović, - Antun Augustinčić, | - Nikola Firentinac, - Petar Barišić, - Aleksandar Srnec, - Vojin Bakić, - Milena Lah... |